# 医王寺 (唐津市)
医王寺（いおうじ）は、佐賀県唐津市相知町黒岩にある曹洞宗の寺院である。山号は芙蓉山。本尊は薬師如来。九州四十九院薬師霊場第四十一番札所。
山門の側にはスギがあり、推定樹齢は450年で「さが名木100選」にも選ばれている。

## 歴史
1383年（永徳3年）無着明融を開山とし、松浦党の一族で岸岳城によっていた波多安房守源武が開基とされている。

## 文化財
登録有形文化財
- 本堂[3]
- 山門[3]

佐賀県指定文化財
- 木造薬師如来立像
- 肥前鐘

## 所在地
佐賀県唐津市相知町黒岩183

## 交通アクセス
- JR唐津線本牟田部駅から車で5分